# Crescentia alata
Хікаро (Crescentia alata) - вид рослин

## Будова
Низькоросле дерево з круглою чи розпростертою кроною, що зрідка досягає висоти 12 м. Стовбур короткий, до 50 см в діаметрі. 

## Життєвий цикл
Достиглі плоди з твердою оболонкою, що наповнені солодким м'якушем та дрібним насінням, не проростають під деревом. Зараз плоди розламують передніми зубами та їдять свійські коні (Equus caballus). Щоб розламати шкарлупу плоду потрібно 200 кг тиску. Деякі плоди потребують 272-553 кг тиску, що більше ніж можуть сучасні коні. Науковці припускають, що до появи коней з Європи, існували тварини (можливо Гомфотерієві), що могли бути розповсюджувачем насіння цієї рослини.

## Поширення та середовище існування
Зростає у Центральній Америці від Коста-Рики до Мексики.

## Практичне використання
Тверда оболонка плодів використовують для виготовлення чашок. Індіанці у Гватемалі носять таку чашку з собою. З меленьких плодів роблять дитячі іграшки дзиґи.
Насіння змішують з сирим рисом, смаженими насінням гарбуза, шкірою лимону, цукром, водою та льодом, і виготовляють у безалкогольні напої під назвою "хорчата".

## Галерея

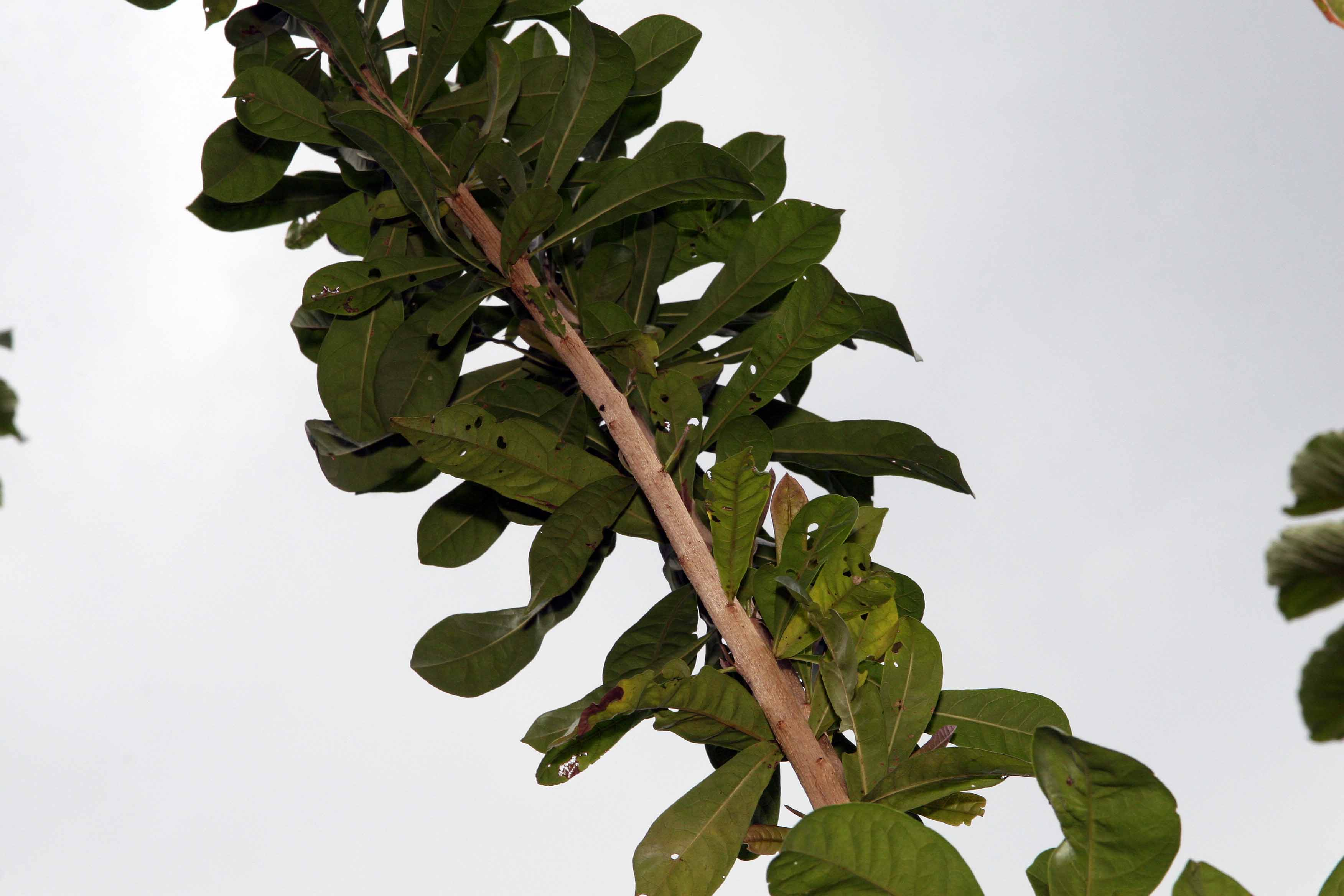
Листя
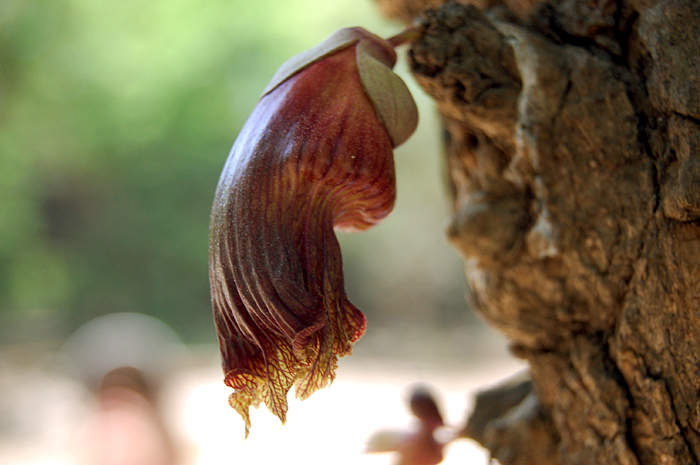
Квітка
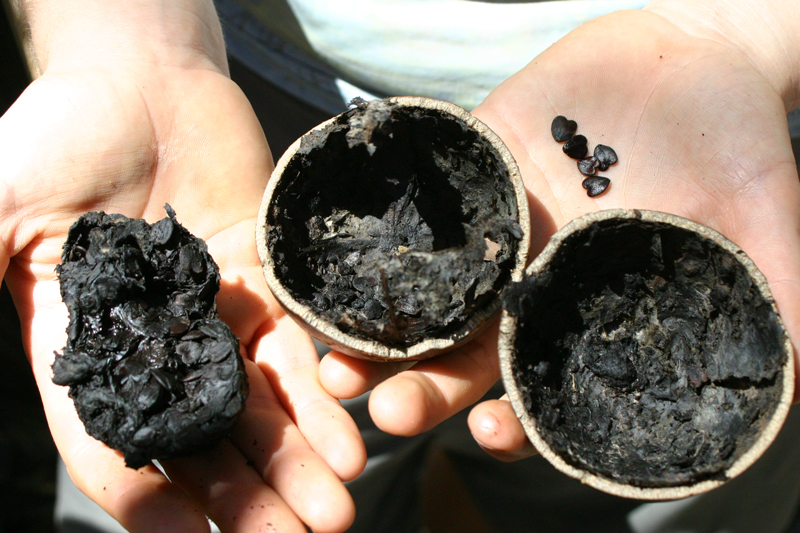
Відкритий плід та насіння